# 杜胡克省
杜胡克省（阿拉米语：‎、：‎、阿拉伯语：‎），是伊拉克十八省之一，位於該國北部，為最北的省份，北面與土耳其接壤。面积6,553km²。首府为杜胡克。1976年以前屬摩蘇爾省。该省的居民主要为库尔德人和亚述人。其中亚述人信仰东方礼的基督教，讲新亚述语（现代阿拉米语的方言）。